# بنزاميد
البنزاميد أو أميد بنزيني هو مركب كيميائي عضوي له الصيغة C6H5CONH2، ويكون على شكل بلورات بيضاء.

## الخواص
هو مركب بلوري عديم اللون، قليل الذوبان في الماء، لكنه ينحل في أغلب المحلات العضوية الأخرى، ينصهر بين 132.5 و133.5 سيليزية.

## التحضير
يحضر البنزاميد من تفاعل كلوريد البنزويل مع الأمونياك حسب معادلة التفاعل:
C6H5COCl + NH3 → C6H5CONH2 + NH4Cl

## البنزاميدات
البنزاميدات هي طائفة من المركبات تمثل أميدات مختلفة لحمض البنزويك ومشتقاته المختلفة.
تستخدم البنزاميدات كأدوية في الطب النفسي كمضادات للذهان مثل عقار سلبيريد.